# Democrație reprezentativă
Democrația reprezentativă este un regim politic democratic în care cetățenii deleagă puterea poporului - a „suveranului” - unor reprezentanți politici pe care îi aleg chiar din rândurile lor, pentru a se ocupa de treburile publice. Alegerile legitimează dreptul acestor reprezentanților politici de a decide în locul și în numele poporului, fără a-l mai consulta, pentru o perioadă de timp limitată, după care trebuie organizate noi alegeri.
Primele state democratice moderne care au adoptat modelul democrației reprezentative sunt Regatul Unit al Marii Britanii și al Irlandei de Nord (UK) și Statele Unite ale Americii (SUA/USA), unde s-a trecut la separarea puterilor în stat și la alegerea conducătorilor. 
În Anglia, în 1689, conform Declarației drepturilor, puterea a fost încredințată unui parlament ales în mod liber de cetățenii cu drept de vot, iar în Statele Unite ale Americii (SUA), în 1787, a fost adoptată prima constituție modernă. În secolele următoare sistemul democratic s-a extins în numeroase țări, cu diverse forme de guvernământ.